# Peter Naumann
Peter Naumann, född den 12 oktober 1941 i Hamburg och död 11 februari 2024, var en tysk seglare som tidigare tävlade för Västtyskland.
Han tog OS-brons i Flying Dutchman i samband med de olympiska seglingstävlingarna 1972 i München.